# Euarchontoglires
Euarchontoglires (đồng nghĩa Supraprimates) là một nhánh (liên bộ) động vật có vú, các thành viên còn sinh tồn trong nhánh này được chia thành 5 nhóm: Rodentia (gặm nhấm), Lagomorpha (thỏ), Scandentia (đồi, nhen), Dermoptera (chồn bay) và Primates (linh trưởng, bao gồm cả con người).

## Quan hệ tiến hóa
Nhánh Euarchontoglires dựa trên các phân tích trình tự DNA và sự có mặt/thiếu vắng retrotransposon, kết hợp nhánh Glires bao gồm Rodentia và Lagomorpha, với nhánh Euarchonta bao gồm Scandentia, Primates và Dermoptera. Vì thế, có rất ít đặc trưng giải phẫu để hỗ trợ cho Euarchontoglires, nhưng cũng không có chứng cứ mạnh từ giải phẫu để hỗ trợ cho các giả thuyết khác.
Euarchontoglires hiện nay được công nhận như là một trong bốn nhóm chính trong phạm vi Eutheria (chứa các loài động vật có nhau thai). Bốn nhánh chính này thường được thảo luận mà không gán cho chúng các cấp bậc theo kiểu phân loại Linnaeus, nhưng đôi khi vẫn được gán ở cấp cohort hay đại bộ (magnorder) hoặc liên bộ (superorder). Mối quan hệ giữa bốn nhánh này (Euarchontoglires, Xenarthra, Laurasiatheria, Afrotheria) và việc nhận dạng nguồn gốc của động vật có nhau thai vẫn còn gây tranh cãi.
Euarchontoglires có lẽ đã tách ra khỏi nhóm chị em là Laurasiatheria vào khoảng 85-95 triệu năm trước, trong kỷ Creta, phát triển trong nhóm đảo Laurasia mà sau này là châu Âu. Giả thuyết này được chứng cứ phân tử hỗ trợ; ngoài ra thì các hóa thạch sớm nhất đã biết có từ đầu thế Paleocen. Nhánh chứa Euarchontoglires và Laurasiatheria được coi là Boreoeutheria. Cả Euarchontoglires và thú có túi hai răng cửa đều có ruột thừa, nhưng điều này có lẽ chỉ là do tiến hóa hội tụ

## Phân loại
Một nghiên cứu dựa trên phân tích DNA gợi ý rằng Scandentia và Primates là các nhánh chị-em, nhưng không xem xét vị trí của Dermoptera. Mặc dù người ta biết rằng Scandentia là một trong những nhánh cơ sở nhất của Euarchontoglire, nhưng vị trí phát sinh chủng loài của nó cho đến năm 2018 vẫn chưa được dung giải, và nó có thể là chị-em của Glires, Primatomorpha, Dermoptera hay thậm chí của toàn bộ các nhánh còn lại của Euarchontoglires. Một số nghiên cứu gần đây đặt Scandentia làm nhóm chị em với Glires, làm mất tính đơn ngành của Euarchonta.
Mối quan hệ giả thiết của Euarchontoglires như sau:

|  | †Anagaloidea                                                             |
|  |                                                                          |
|  | †Arctostylopida                                                          |
|  |                                                                          |
|  | \| \| Rodentia (gặm nhấm) \| \| \| \| \| \| Lagomorpha (thỏ) \| \| \| \| |
|  |                                                                          |
|  | Rodentia (gặm nhấm)                                                      |
|  |                                                                          |
|  | Lagomorpha (thỏ)                                                         |
|  |                                                                          |

|  | Rodentia (gặm nhấm) |
|  |                     |
|  | Lagomorpha (thỏ)    |
|  |                     |

|  | Dermoptera (chồn bay)                                                        |
|  |                                                                              |
|  | \| \| Primates (linh trưởng) \| \| \| \| \| \| †Plesiadapiformes \| \| \| \| |
|  |                                                                              |
|  | Primates (linh trưởng)                                                       |
|  |                                                                              |
|  | †Plesiadapiformes                                                            |
|  |                                                                              |

|  | Primates (linh trưởng) |
|  |                        |
|  | †Plesiadapiformes      |
|  |                        |

|  | Dermoptera (chồn bay)                                                        |
|  |                                                                              |
|  | \| \| Primates (linh trưởng) \| \| \| \| \| \| †Plesiadapiformes \| \| \| \| |
|  |                                                                              |
|  | Primates (linh trưởng)                                                       |
|  |                                                                              |
|  | †Plesiadapiformes                                                            |
|  |                                                                              |

|  | Primates (linh trưởng) |
|  |                        |
|  | †Plesiadapiformes      |
|  |                        |

|  | †Anagaloidea                                                             |
|  |                                                                          |
|  | †Arctostylopida                                                          |
|  |                                                                          |
|  | \| \| Rodentia (gặm nhấm) \| \| \| \| \| \| Lagomorpha (thỏ) \| \| \| \| |
|  |                                                                          |
|  | Rodentia (gặm nhấm)                                                      |
|  |                                                                          |
|  | Lagomorpha (thỏ)                                                         |
|  |                                                                          |

|  | Rodentia (gặm nhấm) |
|  |                     |
|  | Lagomorpha (thỏ)    |
|  |                     |

|  | Dermoptera (chồn bay)                                                        |
|  |                                                                              |
|  | \| \| Primates (linh trưởng) \| \| \| \| \| \| †Plesiadapiformes \| \| \| \| |
|  |                                                                              |
|  | Primates (linh trưởng)                                                       |
|  |                                                                              |
|  | †Plesiadapiformes                                                            |
|  |                                                                              |

|  | Primates (linh trưởng) |
|  |                        |
|  | †Plesiadapiformes      |
|  |                        |

|  | Dermoptera (chồn bay)                                                        |
|  |                                                                              |
|  | \| \| Primates (linh trưởng) \| \| \| \| \| \| †Plesiadapiformes \| \| \| \| |
|  |                                                                              |
|  | Primates (linh trưởng)                                                       |
|  |                                                                              |
|  | †Plesiadapiformes                                                            |
|  |                                                                              |

|  | Primates (linh trưởng) |
|  |                        |
|  | †Plesiadapiformes      |
|  |                        |